# Bila (langue)
Pour les articles homonymes, voir Bila.
Le bila ou kibila est une langue bantoue parlée par les Biras de la forêt en Province Orientale de la République démocratique du Congo.